# Baron Dynevor

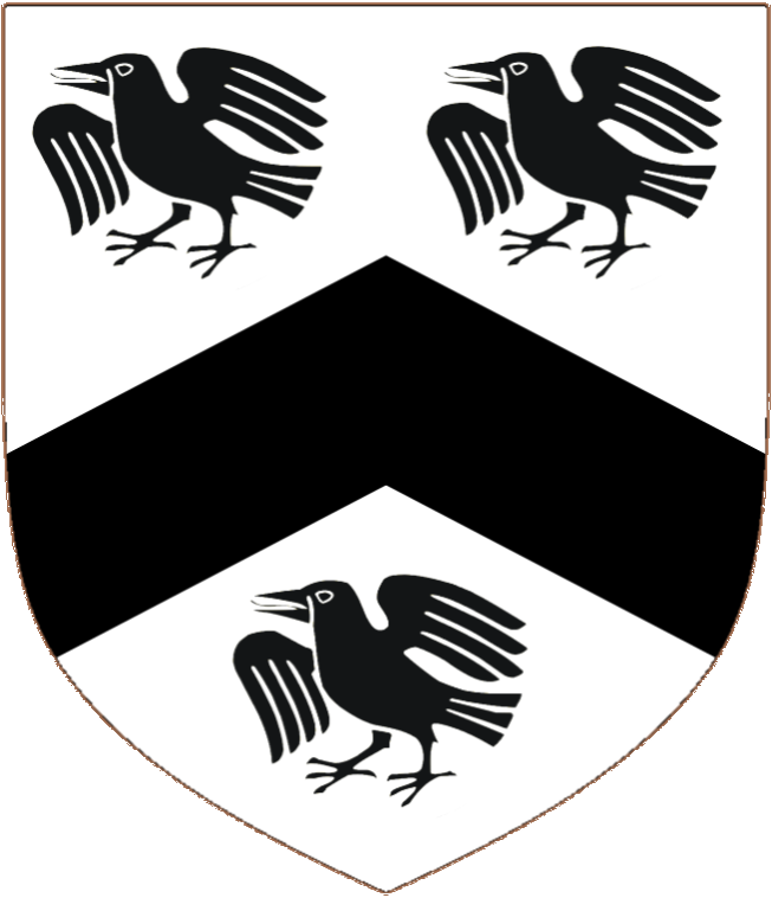
Wappen der Barone Dynevor

Baron Dynevor (auch Dinevor oder Dinefwr), of Dynevor in the County of Carmarthen, ist ein erblicher britischer Adelstitel in der Peerage of Great Britain.
Die Baronie wurde nach Dinefwr Castle, dem Sitz der mittelalterlichen walisischen Fürsten von Deheubarth, benannt. 

## Verleihung
Der Titel wurde am 17. Oktober 1780 durch Letters Patent für William Talbot, 1. Earl Talbot geschaffen. Da dieser keine männlichen Nachkommen hatte, erfolgte die Verleihung mit dem besonderen Zusatz, dass der Titel in Ermangelung männlicher Nachkommen auch an seine Tochter Cecil und deren männliche Nachkommen vererbbar sei. Entsprechend erlosch beim Tod William Talbots sein Titel Earl Talbot, sein nachgeordneter Titel Baron Talbot of Hensol ging auf seinen Neffen John Chetwynd-Talbot über und die Baronie Dynevor ging an seine Tochter Cecil über, die mit George Rice, einem Angehörigen der walisischen Familie Rhys verheiratet war. Heutiger Titelinhaber ist deren Nachfahre Hugo Rhys als 10. Baron.
Familiensitz der Barone ist Newton House in Carmarthenshire, Wales.

## Liste der Barone Dynevor (1780)
- William Talbot, 1. Earl Talbot, 2. Baron Talbot of Hensol, 1. Baron Dynevor (1710–1782)
- Cecil Talbot, 2. Baroness Dynevor (1735–1793)
- George Talbot Rice, 3. Baron Dynevor (1765–1852)
- George Rice-Trevor, 4. Baron Dynevor (1795–1869)
- Francis William Rice, 5. Baron Dynevor (1804–1878)
- Arthur de Cardonnel Rice, 6. Baron Dynevor (1836–1911)
- Walter FitzUryan Rhys, 7. Baron Dynevor (1873–1956)
- Charles Arthur Uryan Rhys, 8. Baron Dynevor (1899–1962)
- Richard Charles Uryan Rhys, 9. Baron Dynevor (1935–2008)
- Hugo Griffith Uryan Rhys, 10. Baron Dynevor (* 1966)

Voraussichtlicher Titelerbe (Heir Presumptive) ist der Cousin zweiten Grades des aktuellen Barons, Robert David Arthur Rhys (* 1963).